# Distretto del Wedding
Il distretto del Wedding (in tedesco Bezirk Wedding) era un distretto della città tedesca di Berlino.

## Storia
Il distretto del Wedding fu creato nel 1920 in seguito alla legge istitutiva della “Grande Berlino”, con la quale venivano annessi alla capitale tedesca una serie di città, comuni rurali e territori agricoli dell’immediato circondario.

Il distretto, indicato con il numero 3, comprese le aree nord-occidentali del vecchio comune di Berlino, e precisamente gli ex distretti amministrativi 251-254E, 259-266, 276-278, 292D e 305-326D.
Nel 1945 il distretto fu assegnato al settore di occupazione francese e quindi a Berlino Ovest.
Nel 2001, nell’ambito della riforma amministrativa dei distretti berlinesi, il distretto del Wedding venne fuso con il distretto del Tiergarten e il vecchio distretto di Mitte, creando il nuovo distretto di Mitte.
L’area dell’ex distretto del Wedding corrisponde oggi ai quartieri del Wedding e di Gesundbrunnen.